# Oiga
Oiga es un semanario peruano de análisis político. Su primer número se publicó en Lima el 8 de noviembre de 1948, bajo el título ¡Oiga! Definido como un «semanario informativo», se orientó principalmente a la cobertura y crítica de los acontecimientos políticos.
Tras una accidentada trayectoria, que se ha dividido en cinco etapas, dejó de aparecer como semanario el 5 de septiembre de 1995. Su fundador y director fue el periodista vasco-peruano Francisco Igartua. Pasó por diferentes etapas que fueron interrumpidas en dos ocasiones debido a su oposición a los diferentes gobiernos peruanos del siglo XX, siendo Igartua encarcelado o exiliado en varias ocasiones.

## Primera etapa (1948)
La aparición del semanario Oiga! fue consecuencia del golpe que el general Manuel A. Odría encabezó contra José Luis Bustamante y Rivero (27 de octubre de 1948), por lo que, en su primer editorial, su director escribió: "Aparece este semanario en un momento crítico y lleno de incertidumbre e inquietud para la patria". Pero solo salieron tres números, pues su director fue encarcelado a las cuatro semanas de la inauguración.
El primer número fue seguido de dos más, con las mismas características (estos primeros números fueron reproducidos en el año 1992, a raíz del homenaje por los 50 años de periodistas de Francisco Igartua, y en el año 2000, cuando salió nuevamente la revista, ya no dirigida por él). 
En su libro Siempre un extraño, Francisco Igartua menciona un hecho que hasta el momento no había sido recogido por sus biógrafos: en el financiamiento de esta primera Oiga, participa desinteresadamente la periodista y publicista peruana Doris Gibson Parra del Riego, tal como lo menciona Igartua a continuación: 

Aquella mañana del uno o dos de noviembre de mil novecientos cuarenta y ocho, cerca del mediodía, exponía Francisco en los portales su propósito de publicar un semanario, un panfleto, que gritara las protestas de su generación por el cuartelazo contra Bustamante y su rechazo a la dictadura que acababa de entronizarse en el país. Pero Francisco no tenía un centavo. En la mesa estaban Sérvulo y Doris Gibson, Guillermo Ugaz, Juan Ríos, Carmen Sosa y alguien más. Francisco explicó sus proyectos y su falta de fondos. Doris Gibson se prestó de inmediato a conseguirlos. Y, poniéndose de pie, se dirigió al otro lado de la plaza, a los portales del frente, al Chez Víctor, donde esperaba encontrar a Armando Revoredo, el último Primer Ministro de Bustamante, que acababa de estar en prisión. Al poco rato regresó Doris a la mesa del Café. Traía dos mil soles para Oiga, el proyecto de Francisco. Los mil que faltaban, también por intermedio de Doris Gibson, Francisco los obtuvo, con alguna solemnidad y firma de un documento simbólico, de Pechitos Bustamante. Así nació el primer periódico personal de Francisco: Oiga".

Tras el cierre de Oiga! por la dictadura odriísta, Igartua, junto con la misma señora Doris Gibson, fundó la revista Caretas (1950), de la que fue director periodístico durante casi 12 años, revista que ha permanecido vigente hasta la actualidad, dirigida ahora por la familia Zileri Dougall.

## Segunda etapa (1962-1965)
Igartua abandonó la dirección de Caretas en 1962 para volver a editar la revista Oiga con formato grande y carátula de papel periódico. Fue lanzada el 28 de noviembre de 1962 con el nombre Oiga (sin el signo de admiración, conocida ahora como “Oiga segunda etapa”). En su primer editorial señaló su reconstitución como "creación de un grupo de amigos, unidos por igual preocupación generacional", donde se encontraban los hermanos Jesús y Alfonso Reyes Muñante , Francisco Moncloa, Sebastián Salazar Bondy, Francisco Bendezú y Tomás Escajadillo, entre otros. Su insistencia en los temas sociales le valió el decomiso del número seis por la junta militar. 
Durante esta etapa, Francisco Igartua apoyó la candidatura a la presidencia de Fernando Belaúnde Terry por el partido Acción Popular, para posteriormente alejarse de él e iniciar una labor fiscalizadora.

## Tercera etapa (1965-1974)
En 1965 se cambió el formato periódico al de revista "estilo Time", principiando la tercera etapa de Oiga, en la que defendió las posiciones críticas a la jefatura belaundista en el seno de Acción Popular, incluyendo una denodada defensa de los intereses nacionales en la cuestión de La Brea y Pariñas (1966-1968). A través de la lectura atenta de sus editoriales se puede entender el cambio de posición de Igartua, documentos que pueden leerse a través de los blogs dedicados a recordar su pensamiento periodístico.
Con el golpe de Estado efectuado por el General Juan Velasco Alvarado, que depuso a Fernando Belaúnde (1968), la revista inició una gestión fiscalizadora pidiendo los cambios necesarios que no se habían podido efectuar durante el gobierno constitucional de Belaunde. Es importante señalar que tras el golpe militar, Oiga solicitó inmediatamente la conformación de una Asamblea Constituyente, solicitud que los militares no cumplieron sino hasta comienzos del año de 1978.
Si bien es cierto Francisco Igartua apoyó en un momento, la “medidas revolucionarias dadas por los militares”, a la vez defendió la libertad de prensa y expresión, a través de sus editoriales y artículos en defensa de los medios periodísticos independientes. Esto lo fue alejando de la Revolución Militar, hasta la ruptura final en noviembre de 1974. El artículo detonante, fue la publicación de una supuesta negociación fraudulenta gestionada por los militares. En su primer editorial, del 16 de enero de 1978, luego del regreso de su exilio, Francisco Igartua explicó estos hechos: 

"A fines de 1974, por decir rotundamente ¡NO! a la estatización de la prensa, por denunciar lo que en la práctica resultó ser la liquidación de la libertad de expresión en el Perú, fui deportado y tuve que vivir hasta hace pocos meses en el destierro. También salí al exilio porque, fiel a la conducta de Oiga en materia de riquezas naturales, había juzgado ilegal y deshonroso para el país el contrato petrolero firmado aquellos días, en la penumbra, entre el gobierno y dos empresas japonesas. Salí al destierro cuando comenzaba a dar muestras de asombro frente al intento -infelizmente ya culminado- de construir un triunfalista y multimillonario oleoducto de la selva a la costa, mientras la realidad, el interés de los peruanos -los propietarios de las riquezas naturales del Perú- nos exige afirmar la personalidad peruana de la Amazonía. Y el buen razonar y hasta las conveniencias económicas futuras aconsejan usar y no abandonar nuestros ríos selváticos, para hacerlos así más peruanos; para que nuestras fronteras amazónicas sean vivas por la presencia masiva de nuestra gente en la zona y por la actividad industrial y comercial que allí se puede realizar. Porque el propósito de usar nuestros ríos no es el absurdo traslado por agua del petróleo selvático a Talara sino capturar el mercado brasilero para nuestro petróleo y derivados. No olvidemos que los ríos amazónicos van a dar a la mar cruzando el territorio del Brasil y con justeza se podría decir que ellos tienen trazado su destino".

Francisco Igartua, seguidor del pensamiento de Miguel de Unamuno, no lo pensó dos veces, antes de decir NO a la revolución militar, como lo hiciera Unamuno en 1936 con el gobierno militar franquista. Esto le costó finalmente el exilio a México, donde se convirtió en director del Suplemento Dominical del diario Cadena Sol (1974). 
Meses antes del exilio de Igartua, el local donde se imprimía la revista Oiga, es tomado por sus trabajadores (Comunidad Industrial) quienes asumen el manejo de sus instalaciones, las que no fueron devueltas a sus propietarios. El local, ubicada entre las avenidas La Marina y Elmer Faucett, de propiedad de la empresa ITALPERU S.A. (el accionista principal era la empresa Editorial Periodística Oiga S.A., también propietaria en ese entonces de la revista), se mantuvo “ocupado” hasta finales del año 2001, cuando finalmente llegan a un acuerdo los accionistas de la empresa y los exmiembros de la Comunidad Industrial.

## Cuarta etapa (1978-1980)
Con el retorno al Perú de Igartua se inauguró la cuarta etapa de la Revista, que principió el día 16 de enero de 1978, bajo el gobierno de Francisco Morales Bermúdez. Se procedió a cambiar el formato por el tipo tabloide, a la vez que se usó un nuevo membrete: Oiga '78, recayendo la subdirección en Jesús Reyes Muñante y con la inclusión del caricaturista Heduardo, Alberto Bonilla, Hugo Garavito, Aníbal Ismodes, Abelardo Sánchez León, Francisco Miró-Quesada, Raúl Ferrero, Humberto Zolezzi y otros. 
En referencia a la novedad que trajo el Oiga '78, en su ensayo denominado "El Género Revisteril en el Perú", Francisco Igartua hace una descripción de esta evolución: 

“Al planear la experiencia de Oiga 78 pensé: el hombre moderno se interesa por estar bien informado, por saber lo que pasa cada día a su alrededor, pero no tiene tiempo para concentrarse todos los días a leer comentarios o grandes reportajes. Y si esa información, seguí pensando, la recibe el hombre moderno a diario y en directo por medio de la televisión, más que un matutino o vespertino, con opiniones a vuela máquina que tendrá que leer a la carrera, le interesará leer un semanario o bisemanario que le ofrezca -sin presiones de tiempo- juicios escritos con maduración y reposo, comentarios a las crónicas del momento y grandes reportajes presentados con el cuidado de revista. Y, punto principalísimo, a precio similar o más bajo que el del diario. O sea, el Jornada de mis primeros años periodísticos, con buen complemento gráfico, con estilo de revista… Siguiendo el curso de este pensamiento, el diario, con muchas páginas y excelentes servicios, tendrá utilidad en el hogar; mientras que el semanario, con textos escogidos y sin exceso de papel, será lectura del escritorio, de la mesa de noche y de los fines de semana… El que mi experiencia de Oiga 78 quedara a menos de mitad de camino de mis ambiciones, no indica que el periodismo del futuro no transite por los rumbos que acabo de describir confusamente”.

## Quinta etapa (1980-1995)
El 20 de octubre de 1980 se inauguró la quinta y última etapa, que duraría hasta el 12 de agosto de 1995, tras la cual finalizó con la edición del último número, el 756, número de colección, denominado Adiós con la satisfacción de no haber claudicado conocido también como Adiós, amigos y enemigos o El Oiga del adiós, el 5 de septiembre de 1995.
Esta última etapa cubre los gobiernos de los presidentes Fernando Belaúnde Terry (1980-1985), Alan García Pérez (1985-1990) y los 5 primeros años del gobierno de Alberto Kenya Fujimori (1990-2000), Oiga se convirtió en un semanario de análisis, en la revista de más amplia cobertura, nuevamente en formato "estilo Time", que incluyó tópicos familiares y de amenidades, manteniendo una coherente —y al decir de su director "quijotesca"— postura democrática. Colaboraron en esta etapa notables hombres de prensa y letras como Luis Durand Flórez, Alfredo Bryce Echenique, Andrés Townsend, Guillermo Hoyos Osores, Harold Griffiths, Hernán Zegarra, Pedro Planas y otros.
El acoso tributario y publicitario por parte del gobierno de Alberto Fujimori contra la revista, mencionado por el periodista Planas, es descrito en la editorial final denominada por Francisco Igartua: Adiós, amigos y enemigos, de la siguiente manera: 

Oiga ya no volverá a aparecer. La cierra, no obliga a autosilenciarnos, el acoso que la revista viene sufriendo desde hace diez años. He tomado esta decisión en consulta con mis asesores más cercanos, principalmente con Jesús Reyes, quien me viene acompañando casi desde el día –hace 33 años— que retomé la aventura de Oiga, iniciada en noviembre de 1948, como respuesta de mi generación al cuartelazo del general Odría contra el presidente Bustamante y Rivero, el hombre que inútilmente intentó que este país de desconcertadas gentes entendiera el valor de la democracia, de la cultura cívica, del acatamiento al imperio de la ley y no al mandón de turno… Cierra Oiga para no prostituir sus banderas, o sea sus ideales que fueron y son de los peruanos amantes de las libertades cívicas, de la democracia y de la tolerancia, aunque seamos intolerantes contra la corrupción, con el juego sucio de los gobernantes y de sus autoridades. El pecado de la revista, su pecado mayor, fue quien sabe ser intransigente con su verdad –con lo que cada uno cree es lo cierto— y en el curso del camino fuimos perdiendo amigos, contactos, benefactores, sobre todo amigos que alguna vez encontraron acogida en estas páginas y cuyas causas defendió Oiga con calor… Pero ¿qué importa lo ganado o lo perdido en la ruta? Sí me importa morir con dignidad, con la altivez con que vivimos estos últimos 33 años de Historia del Perú… He dicho que hubo acoso y podría relatar las presiones sufridas por la imprenta donde se imprimía Oiga –imprenta permanente perdedora en las licitaciones a las que acudía— pero no quiero crear problemas a terceros que actuaron con entereza hasta que se les quebró el ánimo de ayudarnos. Hablaré, pues, de acoso sin añadir detalles, dejaré la palabra colgada en el aire. Y en cuanto al acoso tributario sí seré algo más preciso, por la ayuda que desde estas últimas páginas puedo prestar a mis colegas de la prensa escrita, colocados en situaciones parecidas a las que han llevado a Oiga a decir adiós a sus lectores… Sí hay acoso tributario y es penosa la voz de los fundamentalistas del liberalismo, de los ayatolas del fujimorismo, cuando gritonean que no debe haber excepciones en las normas tributarias al referirse a los impuestos al papel y al IGV sobre la venta de periódicos y revistas –IGV que no puede ser trasladado a los canillitas— y callan, poniéndose siete candados en la boca, cuando se exceptúa del IGV a los negocios de la educación, cuando se libra de IGV a los negocios en la Bolsa y cuando el Estado excluye de ese impuesto –para que no quiebren— a las AFPs…

El 12 de noviembre de 1995, la marca y logo de la Revista fueron transferidos a favor de la empresa Publicaciones de Revistas S.A., a fin de que se pudieran pagar las deudas tributarias y laborales, que mantenía la empresa Editora Eusko Andina S.A., con el Estado. La explicación de estos hechos fue la siguiente: una vez que la empresa Editora Eusko Andina S.A., vendió su local, donde se editaba y publicaba la revista Oiga, se tuvieron que asumir otras deudas (pago a la Sunat, entidades bancarias, servicios, y al personal administrativo y periodístico), las que finalmente fueron pagadas con préstamos, que posteriormente fueron cancelados con la venta de la marca y logo de la revista Oiga. 
La revista Oiga, ya sin la dirección de Francisco Igartua, fue relanzada por última vez por la empresa Publicaciones de Revistas S.A., de propiedad del publicista Oscar Dufour Cattaneo, el 5 de mayo del año 2000, hasta su cierre definitivo a finales de diciembre de 2003. 
A partir de 1998, a pedido de Igartua se formó un grupo de trabajo, que buscó recuperar la revista Oiga, proyecto que se pudo concretar el 14 de febrero de 2008 con el registro definitivo de la marca ante el Indecopi.